# Halictus nigricutis
Halictus nigricutis är en biart som beskrevs av Warncke 1975. Halictus nigricutis ingår i släktet bandbin, och familjen vägbin. Inga underarter finns listade i Catalogue of Life.